# Hurricanes de Montpellier 2022
Questa voce raccoglie le informazioni riguardanti i Hurricanes de Montpellier nelle competizioni ufficiali della stagione 2022.

## Division Élite 2022

### Stagione regolare
| 12 febbraio 2022, ore 19:00 1ª giornata | Blue Stars de Marseille | 58 – 7 (20-0 16-7 16-0 6-0) referto referto 2 | Hurricanes de Montpellier |  |

| 19 febbraio 2022, ore 20:00 2ª giornata | Hurricanes de Montpellier | 28 – 31 (0-7 0-7 14-7 14-10) referto referto 2 | Grizzlys Catalans |  |

| 6 marzo 2022, ore 14:00 3ª giornata | Argonautes d'Aix-en-Provence | 53 – 41 (6-0 12-13 21-14 14-14) referto referto 2 | Hurricanes de Montpellier |  |

| 19 marzo 2022, ore 20:00 4ª giornata | Hurricanes de Montpellier | 13 – 34 (0-0 6-14 7-13 0-7) referto referto 2 | Ours de Toulouse |  |

| 26 marzo 2022, ore 19:00 5ª giornata | Centaures de Grenoble | 37 – 0 (7-0 13-0 7-0 10-0) referto referto 2 | Hurricanes de Montpellier |  |

| 9 aprile 2022, ore 20:00 6ª giornata | Hurricanes de Montpellier | 6 – 55 (0-14 0-27 0-0 6-14) referto referto 2 | Blue Stars de Marseille |  |

| 24 aprile 2022, ore 13:00 7ª giornata | Grizzlys Catalans | 48 – 0 (20-0 14-0 14-0 0-0) referto referto 2 | Hurricanes de Montpellier |  |

| 7 maggio 2022, ore 20:00 8ª giornata | Hurricanes de Montpellier | 14 – 44 (0-14 0-6 7-0 7-24) referto referto 2 | Argonautes d'Aix-en-Provence |  |

| 22 maggio 2022, ore 14:00 9ª giornata | Ours de Toulouse | 41 – 6 referto referto 2 | Hurricanes de Montpellier |  |

| 4 giugno 2022, ore 20:00 10ª giornata | Hurricanes de Montpellier | 21 – 14 (7-0 7-14 7-0 0-0) referto referto 2 | Centaures de Grenoble |  |

## Statistiche di squadra
| Competizione | %Vittorie | In casa | In casa | In casa | In casa | In casa | In casa | In trasferta | In trasferta | In trasferta | In trasferta | In trasferta | In trasferta | Totale | Totale | Totale | Totale | Totale | Totale |
| Competizione | %Vittorie | G       | V       | N       | P       | Pf      | Ps      | G            | V            | N            | P            | Pf           | Ps           | G      | V      | N      | P      | Pf     | Ps     |
| ------------ | --------- | ------- | ------- | ------- | ------- | ------- | ------- | ------------ | ------------ | ------------ | ------------ | ------------ | ------------ | ------ | ------ | ------ | ------ | ------ | ------ |
| Campionato   | .100      | 5       | 1       | 0       | 4       | 82      | 178     | 5            | 0            | 0            | 5            | 54           | 237          | 10     | 1      | 0      | 9      | 136    | 415    |
| Totale       | .100      | 5       | 1       | 0       | 4       | 82      | 178     | 5            | 0            | 0            | 5            | 54           | 237          | 10     | 1      | 0      | 9      | 136    | 415    |

## Statistiche personali

### Passer rating
La classifica tiene in considerazione soltanto i quarterback con almeno 10 lanci effettuati.
| Giocatore | G | Att | Comp | Int | Yds  | TD | NFL   | NCAA   |
| --------- | - | --- | ---- | --- | ---- | -- | ----- | ------ |
| Torrelli  | 7 | 174 | 105  | 10  | 1199 | 11 | 78,21 | 127,60 |
| Bousksou  | 4 | 53  | 25   | 4   | 207  | 0  | 26,22 | 64,88  |
| Gramage   | 1 | 11  | 3    | 2   | 16   | 0  | 0,00  | 3,16   |